# Karuizawa
Karuizawa (軽井沢町?, Karuizawa-machi) è una cittadina della prefettura di Nagano, in Giappone. Fa parte del distretto di Kitasaku. È una delle principali località estive di villeggiatura del Giappone.

## Nella letteratura e al cinema
- È luogo di alcuni capitoli trattati nel libro Una ragazza comune di John Burnham Schwartz.
- A Karuizawa sono ambientati anche alcuni capitoli del romanzo Presagio Triste di Banana Yoshimoto.
- A Karuizawa è ambientato il romanzo Strane avventure di Sherlock Holmes in Giappone di Dale Furutani.
- Un albergo di Karuizawa è il luogo in cui si ritrovano i protagonisti di Si alza il vento di Hayao Miyazaki.
- Lo scrittore giapponese Akutagawa Ryunosuke cita più volte la città di Karuizawa nei suoi racconti, fra cui "La ruota dentata", inclusa nella raccolta Rashomon e altri racconti, pubblicato da Einaudi Editore